# Thesium alpinum
Espèce
Classification APG III (2009)
Thesium alpinum, le Thésion des Alpes ou Théson des Alpes, est une petite (10-20 cm) plante herbacée vivace de la famille des Santalaceae. On la trouve dans les pelouses naturelles et les rocailles, voire dans les sous-bois, en moyenne montagne eurasiatique.

## Synonymes[1]
- Linosyris alpina (L.) Kuntze
- Steinreitera secunda Opiz
- Thesium litwinowii Petrov
- Thesium tenuifolium Saut. ex W.D.J.Koch
- Thesium weikerianum Opiz
- Xerolophus alpinus (L.) Dulac

## Description
La plante est glabre, de couleur vert jaunâtre, présentant une tige étalée en général peu ramifiée.
Feuilles : linéaires ou étroites-oblongues, une seule nervure.
Le thésion des Alpes est hermaphrodite (pollinisation entomogame). Il produit de juin à août des grappes de fleurs étroites à quatre (et parfois cinq) pétales et aux bractées 2 ou 3 fois plus longues que la fleur dont le pédicelle est très court et garni de 2 préfeuilles plus courtes que la bractée.
Le fruit est un akène arrondi surmonté d’un périanthe tubulaire blanc à 4 divisions, aussi long que l'akène.
La dissémination des graines est myrmécochore.
Il est assez commun dans le Centre, l'Est et le Midi de la France, mais rare aux basses altitudes.